# Conurbation

La conurbation du Grand Tokyo est la plus peuplée du monde.

Une conurbation est un ensemble urbain constitué de plusieurs noyaux urbains dont les banlieues finissent par se rejoindre. La notion et le terme ont été formulés dès le XIXe siècle par l'urbaniste britannique Patrick Geddes. Ce terme a tendance à être remplacé, souvent improprement, par celui de mégalopole.

## Étymologie
Mot formé à partir de deux éléments latins, cum, qui signifie avec, et urbs (ou urbis) qui signifie ville. C'est donc un « ensemble de villes ».

## Exemples de conurbation

### Afrique du Sud
Depuis la fin des années 1990, de nombreuses municipalités ont été constituées à partir de conurbations. Parmi celles-ci, on peut citer :
- Tshwane (conurbation incluant Pretoria) que le maire souhaite faire requalifier en ville à part entière ;
- Mangaung (conurbation incluant Bloemfontein) ;
- Johannesburg ;
- Ekurhuleni (East Rand) ;
- Mogale City (conurbation incluant Krugersdorp) ;
- Le Cap ;
- eThekwini (conurbation incluant Durban) ;
- Buffalo City (conurbation incluant East London, Bhisho, King William's Town) ;
- Nelson Mandela Metropole (conurbation incluant Port Elizabeth, Uitenhage) ;
- Polokwane (Pietersburg).

### Allemagne
- La Ruhr ou plus précisément Rhin-Ruhr et Rhin-Main forme un réseau urbain qui définit celui polycentrique de type rhénan.
- Mannheim-Ludwigshafen
- Wiesbaden-Mayence

### Belgique
- Bruxelles-Anvers-Gand-Louvain (Losange flamand) (4 500 000 habitants)
- La Dorsale wallonne, qui regroupe l'essentiel de la population de la Wallonie et qui s'étend de Tournai à Liège[2].

### Canada
- Corridor Québec-Windsor
- Corridor Calgary-Edmonton

### États-Unis
- Boston-Washington (BosWash)
- Grand Los Angeles
- Miami-Fort Lauderdale
- Dallas-Fort Worth
- Minneapolis-Saint Paul (Minnesota)
- SanSan, espace urbain fortement urbanisé de San Francisco jusqu'à San Diego. SanSan peut inclure, pour certains géographes et urbanistes la ville de Tijuana au Mexique.

### France
On considère comme seule réelle conurbation française :
- Lille-Roubaix-Tourcoing-Villeneuve-d'Ascq (1 158 000 habitants pour la partie française).

Certains considèrent parfois que celles ci-dessous en sont aussi :
- Nice-Antibes-Cannes-Grasse dit Espace urbain Nice-Côte d'Azur : 1 197 751 habitants (soit 90 % de la population des Alpes-Maritimes) ;
- Bayonne-Anglet-Biarritz (300 000 habitants) ;

- Aire urbaine de Belfort-Montbéliard-Héricourt-Delle (300 000 habitants).

À moindre échelle :
- Castres-Mazamet ;
- Foix-Pamiers (60 000 habitants) ;
- Thiers et Peschadoires.

Certaines ayant pour origine des doublets frontaliers :
- Pierrelatte-Bourg-Saint-Andéol ;
- Beaucaire-Tarascon.

Certaines en cours de formation :
- Montpellier-Sète-Étang de Thau (600 000 habitants) ;
- Clermont-Ferrand-Thiers-Riom-Issoire-Vichy (500 000 habitants).

Certaines du fait de l'urbanisation de bassins miniers et sidérurgiques :
- Metz-Briey-Thionville qui compte environ 600 000 habitants (Sillon mosellan) ;
- Le Creusot-Montceau-les-Mines ;
- Les agglomérations de Béthune, Lens, Douai et Valenciennes (d'ouest en est), situées sur le bassin minier du Nord-Pas-de-Calais qui borde le Nord des collines de l'Artois, forment aujourd'hui une conurbation continue de près d'une centaine de kilomètres, qui se poursuit en Belgique.

Les autres sont plutôt des réseaux urbains proches :
- Marseille-Aix-en-Provence dite « aire métropolitaine Aix-Marseille » (1,8 million d'habitants) ;
- Région urbaine de Lyon autour de la métropole de Lyon, avec notamment Saint-Étienne et L'Isle-d'Abeau pour 2,6 millions d'habitants ;
- Bordeaux-Arcachon-Libourne qui compte environ 1 250 000 habitants ;
- Nantes-Saint-Nazaire (plus d'un million d'habitants) ;
- Rennes-Saint-Malo (700 000 habitants) ;
- Angoulême-Cognac (200 000 habitants) ;
- Toulouse-Montauban (1 million d'habitants) ;
- Poitiers-Châtellerault (320 000 habitants) ;
- La Ciotat-Toulon-Hyères (700 000 habitants) ;
- Reims-Châlons-en-Champagne-Épernay (450 000 habitants).

### Indonésie
- Jakarta-Bogor-Depok-Tangerang-Bekasi ou Jabodetabek, avec 23,6 millions d'habitants en 2005

### Japon
- Tōkyō - Yokohama - Kawasaki - Saitama - Chiba forment le Grand Tokyo qui avec ses 34,47 millions d'habitants est la conurbation la plus peuplée au monde.
- Osaka - Kobe - Kyoto qui forment le Keihanshin qui avec ses 18,64 millions d'habitants est la seconde conurbation du Japon.
- Le Chūkyō centré autour de Nagoya qui s'étend sur les préfectures d'Aichi, de Mie et de Gifu et qui compte 8,74 millions d'habitants.
- Fukuoka - Kitakyūshū sur l'île de Kyūshū qui compte 5,74 millions d'habitants.

### Maroc
- Skhirat - Témara - Rabat - Salé (2 134 533 habitants en 2014)

### Pays-Bas
- Randstad Holland (Utrecht-Amsterdam-La Haye-Rotterdam)

### Philippines
- Grand Manille, qui constitue une région métropolitaine formée de 17 villes, mais tend à déborder sur les provinces voisines.

### Pologne
- Agglomération de Katowice dite « conurbation de Haute-Silésie » (3 487 000 habitants)

### Transnationales
- Eurométropole Lille-Kortrijk-Tournai (plus de 2 000 000 d'habitants) rassemblant près de 150 communes dont les villes de Lille-Courtrai-Tournai-Mouscron-Roubaix-Tourcoing
- Métropole tri-nationale de Bâle-Fribourg-en-Brisgau-Mulhouse autour de l'EuroAirport
- Grasse-Cannes-Antibes-Nice-Menton-Monaco-Vintimille (Espace urbain Nice-Côte d'Azur)
- Aix-la-Chapelle-Vaals
- Pugetopolis, Région urbaine du nord-ouest de l'Amérique du Nord, s'étendant de Seattle (États-Unis) à Vancouver (Canada)
- Genève-Annemasse
- Alma, autour d'Aix-la-Chapelle, au croisement des Pays-Bas, de l'Allemagne et de la Belgique
- Sarrebruck-Forbach (Lorraine)
- Strasbourg-Kehl